# Liebe und andere Köstlichkeiten
Liebe und andere Köstlichkeiten (chinesischer Originaltitel: 珍馐记 Zhen Xiu Ji) ist eine Dramaserie aus Festlandchina, die von der Produktionsfirma Huanyu Film and Television umgesetzt wurde. In Festlandchina fand die Premiere der Serie am 7. April 2022 im Streamingangebot von Bilibili statt. Im deutschsprachigen Raum erfolgte die Erstveröffentlichung der Serie durch Disney+ am 8. Juni 2022 als Original.

## Handlung
In dieser opulenten Serie begegnen uns palastinterne Intrigen und die Ansprüche kaiserlicher Gaumen. Die talentierte und liebenswürdige Köchin Ling Xiaoxiao hat es zum Ziel, zur allerbesten kaiserlichen Köchin zu werden. Derweil hat der Kronprinzen Zhu Shoukui alle Kandidaten für den Posten des kaiserlichen Küchenchefs abgelehnt, doch die saftigen bürgerlichen Gerichte der jungen Köchin Ling überzeugen ihn. Schließlich wird Xiaoxiao dank des Wohlwollens des Kronprinzen an die anspruchsvolle Rolle der Köchin in einem kaiserlichen Palast herangeführt. Während ihre schmackhaften Fleischspeisen den meisten kaiserlichen Tischgenossen und Gästen schmecken, sind der Kaiser und die Kaiserin Vegetarier. Xiaoxiao versucht, mit diesen Einschränkungen zurechtzukommen, jedoch ist sie den Intrigen einer erzürnten Konkubine des Kaiserpalasts ausgesetzt. Und auch die Kaiserin selbst blickt zornig auf Xiaoxiao, denn sie durchschaut, dass der Kaiser von ihr angetan ist. Ohne ihr Ziel dabei aus den Augen zu verlieren, versucht Xiaoxiao mit Hilfe des Kronprinzen, die Tücken des Palastlebens zu bewältigen, auch angesichts einer verbotenen Liebe. Als sie die Bitte des Kronprinzen ablehnt, das kaiserliche Protokoll zu lernen, steht Xiaoxiao vor der Wahl: ihre Karriere oder die Liebe.

## Besetzung und Synchronisation
Die deutschsprachige Synchronisation entstand nach den Dialogbüchern von Katja Brügger und Joachim Kretzer sowie unter der Dialogregie von Tanja Dohse durch die Synchronfirma Studio Hamburg Synchron in Hamburg.
| Rolle                            | Schauspieler   | Synchronsprecher             |
| -------------------------------- | -------------- | ---------------------------- |
| Ling Xiaoxiao                    | He Ruixian     | Eleni Möller-Architektonidou |
| Ling Xiaoxiao (als Kind)         | Lv Chenyue     | Ida Olsowski                 |
| Kronprinz Zhu Shoukui            | Wang Xingyue   | Flemming Stein               |
| Kronprinz Zhu Shoukui (als Kind) | Anson Shi      | Marko Schimanowski           |
| Kaiser                           | Pan Binlong    | Joachim Kretzer              |
| Kaiserin                         | Liu Min        | Ela Nitzsche                 |
| Konkubine Li                     | Ji Jiahe       | Tanja Dohse                  |
| Mingmei                          | Zang Hongna    | Nadine Wöbs                  |
| Xiyan                            | Guan Le        | Sophie Lechtenbrink          |
| Chunchan                         | Ennazhuli      | Vanessa Czapla               |
| Prinz Jin                        | Feng Man       | Brian Sommer                 |
| Prinz Jin (als Kind)             | Wang Yikun     | Emil Mohr                    |
| Prinz An                         | Lou Zibo       | Alexander Merbeth            |
| Prinz An (als Kind)              | Jin Xuze       | Vito Fölster                 |
| Jiang Yunnuo                     | Bu Guangjin    | Emily Seubert                |
| Zheng Li                         | Xiang Xia      | Fabian Harloff               |
| Lu Yunzhou                       | Liu Beishi     | Jonas Minthe                 |
| Shen Yitao                       | Gua Tong       | Nils Rieke                   |
| Guan Yidao                       | Zhang Lei      | Martin Lohmann               |
| Gao Zicheng                      | Wang Yu        | Tim Niebuhr                  |
| Kanzler Li                       | Jiang Yutao    | Jürgen Holdorf               |
| Leyao                            | Tong Yao       | Julia Fölster                |
| Madame Gu                        | Zhang Tingting | Linda Fölster                |
| Eunuch Fu                        | Zhang Hongbin  | Jens Wendland                |
| Jiang Tao                        | Zhang Gong     | Oliver Hörner                |
| Songbai                          | Wang Longxin   | Patrick Stamme               |
| Prinzessin                       | Jackie Li      | Theresa Underberg            |
| Gemahl                           | Zhou Dawei     | Andrés Mendez                |
| Leibarzt                         | Chen Hongan    | Achim Buch                   |
| Wang                             | Di Sun         | Mike Olsowski                |
| Chen Yongkang                    | Liu Guhao      | Martin Lohmann               |
| Vater von Lu                     |                | Patrick Elias                |
| Mutter von Lu                    |                | Marion von Stengel           |
| Guishan                          |                | Christopher Groß             |
| Gastwirt                         |                | Frank Jordan                 |
| Wahrsager                        |                | Harald Effenberg             |
| Eunuch Li                        |                | Martin May                   |
| Restaurantbesitzer               |                | Frank Jordan                 |
| Su He                            |                | Laura Pfister                |
| Ying                             |                | Selina Böttcher              |
| Kellner                          |                | Tim Niebuhr                  |

## Episodenliste
| Nr. | Deutscher Titel   | Originaltitel | Erstveröffentlichung (Festlandchina) | Deutschsprachige Erstveröffentlichung (D/A/CH) |
| --- | ----------------- | ------------- | ------------------------------------ | ---------------------------------------------- |
| 1 | Folge 1           | 第1集         | 7. Apr. 2022                         | 8. Juni 2022                                   |
| Ling Xiaoxiao macht sich als begnadete Köchin einen Namen. Sie lässt ihre einstige Arbeitsstätte hinter sich, um ihren Traum zu verwirklichen, zur allerbesten kaiserlichen Köchin zu werden. Währenddessen sucht der Kaiserpalast verzweifelt nach einem Koch, der den Gaumen des Kronprinzen zufriedenstellen kann. Unzählige Köche innerhalb und außerhalb des Palastes sind bereits gescheitert, aber das simple Gericht von Ling Xiaoxiao erweckt die Aufmerksamkeit der zuständigen Stelle im Kaiserpalast. Sie erhält daraufhin eine Anstellung in der Küche der Köstlichkeiten des Kronprinzen. Doch die Dinge laufen für Ling Xiaoxiao nicht rund, und als sie dem Kronprinzen mit ihrem Gericht vor den Kopf stößt, mit welchem sie eigentlich versuchte ihren eigenen Weg zu gehen, lässt er Ling Xiaoxiao aus den Kaiserpalast entfernen. |                   |               |                                      |                                                |
| 2 | Folge 2           | 第2集         | 7. Apr. 2022                         | 8. Juni 2022                                   |
| Als Ling Xiaoxiao durch die Straßen irrt, erscheint vor ihr der Palasteunuch des Kronprinzen, Zheng Li, und teilt ihr mit, dass dieser sie zurückhaben will. Wie sich herausstellt, hat er sich gleich nach dem ersten Bissen in den eingewickelten Reis verliebt. Sie nutzt die Gelegenheit auch, um zu erfahren, was mit dem vorherigen Chefkoch namens Chen geschehen ist, und stellt fest, dass der Kronprinz nicht so unvernünftig war, wie andere behaupteten. Die kaiserliche Konkubine Li freut sich sehr über die Rückkehr der Prinzen Jin und An, die in jungen Jahren zu ihren Lehen aufgebrochen waren, und bereitet Geschenke und Köstlichkeiten für sie vor. Auch der Kronprinz freut sich über die Rückkehr der beiden, doch die beiden begrüßen ihn nicht besonders herzlich. Beim Familienbankett überredet Prinz Jin den Kronprinzen, ein Gericht zuzubereiten, das seinen und seines Bruders Vorlieben entspricht. Er übernimmt die Aufgabe im Beisein des Kaisers und gibt sie dann an Ling Xiaoxiao weiter. Sie versteht nicht, warum er sie angenommen hat, bis er ihr erzählt, wie nahe er und seine Brüder sich als Kinder gestanden hatten. Er würde alles tun, was seine Brüder verlangen, egal wie schwer es ihm fällt. Nachdem sich Ling Xiaoxiao mit dem Kronprinzen geeinigt hat, zieht sie los, um Informationen über die Vorlieben seiner Brüder zu sammeln, wird dabei aber von den Prinzen erwischt. Anhand ihrer Feststellungen versuchte sie es immer wieder, kann aber die beiden Geschmäcker nicht in einem Gericht vereinen. Sie ist völlig ratlos. Als sie jedoch ein Gespräch zwischen mehreren Mägden über das Parfümieren von Kleidern mit Duftsäckchen mitbekommt, fällt ihr etwas Neues ein. Sie beschließt, eine Karpfensuppe zu kochen, die den Prinzen Jin und An unterschiedliche Geschmacksrichtungen bietet, da die Terrine von Prinz An in der Chilibrühe getränkt wird und daher einen kräftigen Geschmack hat. |                   |               |                                      |                                                |
| 3 | Folge 3           | 第3集         | 7. Apr. 2022                         | 8. Juni 2022                                   |
| Das Gericht von Ling Xiaoxiao ist ein Erfolg, kann aber die Barriere zwischen den Brüdern nicht ganz durchbrechen, bis sie den Kronprinzen davon überzeugt, die Wahrheit zu sagen. Er hatte die Prinzen Jin und An in der Vergangenheit fortgeschickt, nicht um ihnen zu schaden, sondern um sie zu schützen. Die drei schleißen schließlich Frieden, und um das zu feiern, kocht Ling Xiaoxiao ein Essen für sie. Nachdem der Kronprinz ihr einen Becher Schnaps zu trinken gibt, betrinkt sie sich und schreit hinaus, dass sie nun die allerbeste kaiserliche Köchin geworden sei und dass der Kronprinz keine Ahnung vom Essen habe. Als Shen Yitao sieht, wie sie die Beherrschung verliert, bringt er sie sofort weg. Am nächsten Tag hat jeder im Palast von Ling Xiaoxiaos Verhalten im betrunkenen Zustand gehört, was es ihr unmöglich macht, es unter den Teppich kehren. Sie bittet den Kronprinzen, wie versprochen das Geschirr in der Küche der Köstlichkeiten abzuwaschen, doch seine Unfähigkeit bringt sie nur zum Augenrollen. Zur Begrüßung des vom Schlachtfeld zurückgekehrten Kavalleriegenerals Gao Zicheng bittet der Kaiser den Kronprinzen, das Lieblingsgericht des Generals zuzubereiten: gewürzten Krabbenrogen. Der Kronprinz lässt frische Krabben bester Qualität aus dem Süden herbeischaffen. Als Ling Xiaoxiao sie entgegennimmt, können sie nicht mehr im Wasser aufbewahrt werden, also kocht sie sie sofort und bewahrt den Krabbenrogen in einem Glas auf. Doch am nächsten Tag ist das Glas verschwunden. Die anderen Gerichte wurden bereits serviert. Es ist zu spät, um neue Krabben zu kaufen. Alle in der Küche haben große Angst, die Schuld auf sich zu nehmen und bestraft zu werden. |                   |               |                                      |                                                |
| 4 | Folge 4           | 第4集         | 14. Apr. 2022                        | 8. Juni 2022                                   |
| Der „Krabbenrogen“ von Ling Xiaoxiao kommt trotzdem auf den Tisch, doch einer der Beamten, der zuvor im Süden gearbeitet hatte, stellt zur Beschämung des Kaisers fest, dass das Gericht gar nicht aus Krabben zubereitet wurde. Als er den Kronprinzen tadeln will, behauptete Mingmei, der Kronprinz habe nichts davon gewusst und es sei alles Ling Xiaoxiaos Idee gewesen. Ling Xiaoxiao erklärt ruhig, dass der Krabbenrogen den gesundheitlichen Zustand des Kaisers verschlechtern würde und sie sich daher die Freiheit genommen hatte, ihn durch Eigelb zu ersetzen. Der Kaiser bestraft sie nicht dafür. Nach dem Bankett lässt Ling Xiaoxiao das Küchenpersonal glauben, dass der Kronprinz den echten Krabbenrogen aushändigen müsse, da er sonst in Schwierigkeiten geraten würde. Mingmei wird nervös und stellt das Glas zurück, wird aber auf frischer Tat ertappt. Sie gibt den Diebstahl zu, und die anderen flehen den Kronprinzen um Nachsicht an, einschließlich Ling Xiaoxiao. Er beschließt, Mingmei eine zweite Chance zu geben. Mingmei erkennt derweil, dass der Kronprinz sie fortan mit anderen Augen sehen wird, und zeigt sich daher weniger voreingenommen gegenüber Ling Xiaoxiao. |                   |               |                                      |                                                |
| 5 | Folge 5           | 第5集         | 14. Apr. 2022                        | 8. Juni 2022                                   |
| Der Eigensinn der kaiserlichen Konkubine Li verärgert weiterhin die Kaiserin, die stets gehorsam die Regeln befolgt. Der Kaiser versucht zu schlichten, wird aber nur selbst wütend. Er wird aufgefordert, sich vegetarisch zu ernähren, um wieder gesund zu werden. Daraufhin verhängt die Kaiserin ein Fleischverbot im Palast und reist ab, um für ihn zu beten. Im Vorfeld bittet sie die königliche Konkubine Li, sich um den Kaiser zu kümmern. Der Kronprinz bittet Ling Xiaoxiao, vegetarische Gerichte für seinen Vater zu kochen, da er genug von den Gerichten der anderen Köche habe. Überraschend bittet der Kaiser Ling Xiaoxiao, noch ein paar weitere Tage in seiner Küche zu kochen. Der Kronprinz hat keine andere Wahl, als sie gehen zu lassen. Die kaiserliche Konkubine Li sehnt sich nach Fleisch und lässt Guiqi einige geschmorte Schweinefleischstücke in den Palast schmuggeln. Während Li das Fleisch heimlich und genussvoll im Steingarten verspeist, kommt Ling Xiaoxiao zufällig vorbei. Sie erschrickt und läuft eilig davon. Der Zustand des Kaisers verschlechtert sich durch den Fleischkonsum. Er gibt zu, dass er im Steingarten einige Schweinefleischstücke gefunden hat und nicht anders konnte, als ein paar Bissen zu nehmen. Der Kronprinz ist entschlossen, herauszufinden, wer gegen das Fleischverbot verstoßen hat. Die kaiserliche Konkubine Li befürchtet, dass Ling Xiaoxiao sie verrät und schikaniert sie deshalb in der Absicht, sie dazu zu bewegen ihre Anstellung aufzugeben. Doch Ling Xiaoxiao ist eine fähige Köchin und hat den Kronprinzen auf ihrer Seite. Die kaiserliche Konkubine Li sieht keinen anderen Ausweg, als das Essen zu vergiften, das Ling Xiaoxiao für den Kaiser zubereitet, um ihr eine Falle zu stellen. |                   |               |                                      |                                                |
| 6 | Folge 6           | 第6集         | 14. Apr. 2022                        | 8. Juni 2022                                   |
| Ling Xiaoxiao durchschaut den Plan der kaiserlichen Konkubine Li und spielt mit. Schlussendlich geht dieser nach hinten los, und der Kaiser maßregelt die Konkubine Li und lässt sie einsperren. Ling Xiaoxiao hat zwar nicht gesehen, wie Li die Schweinefleischstücke aß, doch es war zu spät, um es mit Sicherheit herauszufinden. Aus dem Hofstaat erhält der Palast eine Empfehlung für einen erfahrenen Koch. Sein Name ist Lu Yunzhou. Er will unbedingt in der kaiserlichen Küche Fuß fassen und perfektioniert das gewürzte Rindfleisch, von dem der Kaiser in den höchsten Tönen spricht. Der Chefkoch der kaiserlichen Küche, Guan Yidao, der sich von Lu Yunzhou bedroht fühlt, versucht sich zu revanchieren und hält die Quelle des neuen Rezepts für gewürztes Rindfleisch geheim. Lu Yunzhou will das alles nicht stillschweigend hinnehmen. Er deckt Guan Yidaos schmutzige Tricks auf und fordert ihn zu einem Kochwettbewerb heraus. Der Kaiser stimmt zu, denn auch er will etwas Abwechslung in der Küche. Guan Yidao verliert den Wettbewerb und Lu Yunzhou wird der neue Liebling des Kaisers. Danach wird er noch herrischer und schikaniert alle Mitarbeiter, auch Guan Yidao. Ihre Angst treibt ihn immer weiter an, und er versucht sogar, über die Küche des Kronprinzen zu bestimmen. Ling Xiaoxiao erträgt das nicht. Sie bietet ihm einen Wettkampf an und vereinbart mit ihm, dass der Verlierer aufhören muss, Koch zu sein. Der Kronprinz ist sehr beunruhigt. |                   |               |                                      |                                                |
| 7 | Folge 7           | 第7集         | 21. Apr. 2022                        | 8. Juni 2022                                   |
| Ling Xiaoxiao hatte es schließlich satt und bat darum, in einem Wettbewerb gegen Lu Yunzhou anzutreten, dessen Verlierer auf die Tätigkeit als Koch ein Leben lang verzichten muss. Der Kronprinz versuchte, sie davon abzuhalten, um sie vor einer Niederlage zu bewahren. Die beiden Köche wurden also gebeten, im Rahmen des Wettbewerbs drei Gerichte zu kochen, wobei der Kaiser die Siegergerichte auswählen würde. Die drei Gerichte von Lu Yunzhou sahen großartig aus und schmeckten auch großartig, während das Gericht von Ling Xiaoxiao kein Volltreffer war. Sie konnte sich kein anderes Gericht einfallen lassen, um mit seinen mithalten zu können, und bat um eine Auszeit. Der Kronprinz wurde nervös, da Ling ohnehin nicht die Favoritin in diesem Wettbewerb war. Nach sorgfältiger Überlegung entschied sich Ling Xiaoxiao, sautiertes Gemüse mit Sesamöl zuzubereiten, da Lus Gerichte hauptsächlich aus Fleisch bestanden. Sie bat den Kaiser, zuerst Lus Gerichte zu probieren. Als er dann zu ihren Gemüsegerichten überging, stand der frische Geschmack in starkem Kontrast zu der öligen Textur. Der Kaiser fand sie nicht nur kompetent, sondern auch rücksichtsvoll, während Lu Yunzhou diese Eigenschaften nicht hatte, also gewann sie schließlich den Wettbewerb. Bevor Lu Yunzhou ging, ließ er Ling Xiaoxiao noch einige seiner Weisheiten angedeihen. |                   |               |                                      |                                                |
| 8 | Folge 8           | 第8集         | 21. Apr. 2022                        | 8. Juni 2022                                   |
| Die Kaiserin befürchtet, dass sie die Kontrolle über den Palast verliert, als entdeckt wird, dass ihr Ehemann mit der kaiserlichen Konkubine Li verkehrt und der Kronprinz sichtlich von der Küchenchefin Ling Xiaoxiao verzaubert ist. Sie beschließt Ling absichtlich vor eine kulinarische Aufgabe zu stellen, die mit einer hinterlistigen Falle einhergeht, umso den unvermeidbaren Fehler der Köchin herbeizuführen und zu bestrafen. Die Intrige glückt, und die Kaiserin lässt Ling schonungslos versklaven. |                   |               |                                      |                                                |
| 9 | Folge 9           | 第9集         | 21. Apr. 2022                        | 8. Juni 2022                                   |
| Der Kronprinz verbringt schlaflose Nächte in großer Sorge, da sich Ling Xiaoxiao noch immer in Versklavung befindet, doch es geht ihr gut und sie überzeugt die Dienerschaft mit ihren Kochkünsten. Der Kronprinz erwirkt ihre Freilassung, doch Lings anziehende Wirkung auf ihn verärgert seine Mutter, die sich gekränkt fühlt und vor emotionaler Überforderung in Ohnmacht fällt. Als Ling ein weiteres Spanferkel für die Kaiserin zubereitet, besänftigt sie ihre Wut, indem sie sagt, sie brauche das Eiweiß für ihre Gesundheit. Der Kaiser versichert der Kaiserin seine Liebe, und sie fühlt sich durch Lings Mahlzeit gestärkt, was ihren Rachegelüsten gegenüber Ling ein Ende bereitet. In ihrer Liebe bestärkt, gibt die Kaiserin zum jährlichen Laternenfest ein Bankett für die Diener, die nicht zu ihren Familien zurückkehren können. |                   |               |                                      |                                                |
| 10 | Folge 10          | 第10集        | 28. Apr. 2022                        | 8. Juni 2022                                   |
| Die Kaiserin beauftragt Ling Xiaoxiao mit der Veranstaltung eines Banketts. Ling Xiaoxiao hat jedoch keine Erfahrung damit. Sie sucht Hilfe bei drei kaiserlichen Sekretären, die die Feier früher veranstaltet haben, und verwöhnt sie mit köstlicher Hausmannskost. Mit ihrer Hilfe richtet Ling Xiaoxiao das Bankett erfolgreich aus. Der Kronprinz nutzt die Gelegenheit, um Xiaoxiao ein Geständnis zu machen. |                   |               |                                      |                                                |
| 11 | Folge 11          | 第11集        | 28. Apr. 2022                        | 8. Juni 2022                                   |
| Die Jugendliebe des Kronprinzen, Jiang Yunnuo, trifft im Palast ein, und die beiden verstehen sich blendend. Jiang, die eine erfahrene Konditorin ist, übernimmt die Palastküche und bittet Ling um Hilfe. Irgendwie sind Lings Gerichte nicht ganz so gut, was die eifersüchtige Jiang beleidigt, die einen Kochwettbewerb vorschlägt, um Lings Arbeit in den Schatten zu stellen. Als der Gewinner des Wettbewerbs feststeht, findet Ling heraus, dass Jiang in Wirklichkeit in Prinz Jin verliebt ist und nur vorgab, in den Kronprinzen verliebt zu sein. Nach dieser Enthüllung fühlen sich der Kronprinz und Ling frei, sich ihre gegenseitige Anziehung einzugestehen. |                   |               |                                      |                                                |
| 12 | Folge 12          | 第12集        | 28. Apr. 2022                        | 8. Juni 2022                                   |
| Ling stellt fest, dass sie wieder zu alter Stärke zurückgefunden hat und neckt den Kronprinzen wegen seiner Eifersuchtsspielchen mit seiner Jugendfreundin Jiang. Er wiederum nimmt ihre Hänseleien ernst und übertreibt es mit seinem kontrollierenden und machohaften Verhalten, weil Ling angemerkt hatte, dass Frauen maskuline Männer bevorzugen. Als er ihr befiehlt, Zeit mit ihm zu verbringen, befolgt sie den guten Rat der Palastdiener, sich in eine sanftmütige Schönheit zu verwandeln. Bei ihrem geheimen Treffen begegnen sie einen Wahrsager, die sie davor warnt, dass der Kronprinz in Gefahr ist. |                   |               |                                      |                                                |
| 13 | Folge 13          | 第13集        | 2. Mai 2022                          | 8. Juni 2022                                   |
| Als ein Dienstmädchen der Kaiserin erzählt, dass Ling und der Kronprinz in freundschaftlicher Runde mit dem Küchenpersonal gegessen haben, stellt die Kaiserin ihren Sohn zur Rede, weil er seinen gesellschaftlichen Stand vergessen hat, und befiehlt Ling, einen strengen Benimmkurs zu absolvieren. Da Ling von den Anforderungen ihrer Ausbildung erschöpft ist, rebelliert sie, indem sie eine salzige Suppe mit Reis sowie Omeletts mit Bambussprossen für die Diener zubereitet. Bei einem Gespräch während des Essens erfährt Ling von Shen Yitaos gescheitertem Flirt mit Chunchan. Ling versucht, Koch Shen zu erklären, wie er das Herz von Chunchun mit einer liebevoll zusammengestellten Platte mit Häppchen wieder für sich gewinnen kann. Doch wird es Ling schaffen, zu Shens Herz, um das er eine Mauer gezogen hat, durchzudringen? |                   |               |                                      |                                                |
| 14 | Folge 14          | 第14集        | 2. Mai 2022                          | 8. Juni 2022                                   |
| Ling Xiaoxiao wird von ihrem Kaiser und Vorgesetzten ein Ultimatum gestellt: Sie soll entweder in der Küche arbeiten oder sich vom Kronprinzen umwerben lassen. Beides geht nicht, sie muss sich entscheiden. Der Kronprinz versucht, Ling davon zu überzeugen, dass sie andere kochen lassen soll, um ihn heiraten zu können, aber Lings familiäre Tradition des Kochens lässt ihre Wahl auf die Küche fallen. Verletzt und emotional verzweifelt darüber, wie sehr Ling ihr Handwerk liebt, bittet der Kronprinz seine verheiratete Schwester, Prinzessin Xiangning, ihre Identität zu verbergen und Ling davon zu überzeugen, aus Liebe zu ihm mit dem Kochen aufzuhören. |                   |               |                                      |                                                |
| 15 | Folge 15          | 第15集        | 2. Mai 2022                          | 8. Juni 2022                                   |
| Die Kaiserin fordert den Kronprinzen auf, eine geeignete Frau zu wählen. Prinzessin Xiangning bringt Ling zur Wahl der Kronprinzessin und sie zeigt ihr, wie sehr der Kronprinz sie liebt, denn er lehnt alle Mädchen ab, die ihm vorgestellt werden. Von seinem Tun tief bewegt, kocht Ling Bratkartoffeln für ihn und gesteht ihm ihre Liebe. Dann verlässt sie den Palast, ohne jemandem ein Wort davon zu sagen – denn es ist ihre Berufung, zu kochen und den Menschen Freude zu bereiten. |                   |               |                                      |                                                |
| 16 | Folge 16          | 第16集        | 2. Mai 2022                          | 8. Juni 2022                                   |
| Ling eröffnet ein Restaurant in der Stadt Lingyun, in dem die Kunden alles bestellen können, was sie wollen, da sie alles kochen kann. Während sie einige Erlebnisse aus ihrer Zeit im Palast und mit dem Kronprinzen Revue passieren lässt, erhält sie von ihren ehemaligen Arbeitgebern erschütternde Nachrichten über das Schicksal des Kronprinzen. Wird es durch die neueste alarmierende Palast-Intrige zu einer nochmaligen Wendung in Lings Schicksal kommen? |                   |               |                                      |                                                |
| 17 | Alternatives Ende | 另類結局      | 2. Mai 2022                          | 8. Juni 2022                                   |
| Die Geschichte kehrt in die Vergangenheit zurück, zu dem Moment, als der Kronprinz bei der Wahl der Kronprinzessin seine Liebe zu Ling offenbart, indem er alle anderen Mädchen, die ihm präsentiert werden, ablehnt. Seit sich die beiden gegenseitig ihre Liebe gestanden haben, ist die Zeit wie im Flug vergangen. Aber was wäre, wenn? Ihre schicksalhafte Wahl nimmt in dieser Folge ein alternatives Ende. |                   |               |                                      |                                                |